# Прости, ангел
«Прости, ангел» (фр. Plaire, aimer et courir vite) — французский мелодраматический фильм 2018 года, поставленный режиссёром Кристофом Оноре. Мировая премьера ленты состоялась 10 мая 2018 года на 71-м Каннском международном кинофестивале, где она участвовала в основной конкурсной программе.

## Сюжет
Жак — писатель, живет в Париже. Ему не исполнилось и сорока лет, но он уже недоверчиво относится к жизни, считая, что лучшее — позади. Артур — студент, живет в Бретани. Он много читает и смеётся, и отказывается думать, что что-то в жизни может быть невозможным. Жак и Артур полюбят друг друга, «как в прекрасном сне, как в грустной истории».

## В ролях
| Актёр           | Роль  |
| --------------- | ----- |
| Пьер Деладоншам | Жак   |
| Венсан Лакост   | Артур |
| Дени Подалидес  | Матьё |